# Sodfarvet and
Sodfarvet and (latin: Anas sparsa) er en subsaharisk andefugl.